# Umm ar-Risz
Umm ar-Risz – wieś w Syrii, w muhafazie Idlib. W 2004 roku liczyła 2425 mieszkańców.